# Atalaya de Segurilla
La atalaya de Segurilla se encuentra en el municipio de Segurilla, en la provincia de Toledo (Castilla-La Mancha). Dicha construcción está protegida bajo la Declaración genérica del Decreto de 22 de abril de 1949, y la Ley 16/1985 sobre el Patrimonio Histórico Español. Cerca de esta fortificación se encuentran la Atalaya de Mejorada, El Casar y de Torrejón (en Sotillo de las Palomas).

## Historia
La atalaya fue construida a principios del siglo X (año 937) durante el califato de Abd-al-Ranhmán III como reconstrucción de los instrumentos de defensa localizados en la frontera Central o Marca Media con centro en Toledo.
Este tipo de construcciones se llevaron a cabo en la Edad Media, principalmente en los años de la Reconquista, con dos objetivos: la defensa de los pueblos o territorios de los ataques de los reyes de León y los condes de Castilla, y la restauración del poder de los emirates de Córdoba. Las atalayas combinaban su fuerza con la de castillos, plazas y torres para salvaguardar el territorio y mantener la comunicación con el corazón del reino o el condado. Aparecen colocadas en lugares elevados desde los que se podía ver una gran cantidad de terreno. 
Esta línea de seguridad conformada por diferentes atalayas tenían diversas funciones: soportar el primer embate de los enemigos, con posibilidad de contención; de vigía, con misión de avisar, de formas muy diferentes, la amenaza que se cernía sobre las tierras cercanas; de dominar un amplio territorio, impidiendo que dejara de ser tierra de nadie y que el enemigo pudiera adelantar su frontera.
La importancia estratégica del lugar donde se encuentra esta atalaya se corrobora en el hecho de que el 27 de julio de 1809 se desarrolló a sus pies la batalla de Talavera, en la que el ejército francés fue derrotado por el anglo-español.

## Características

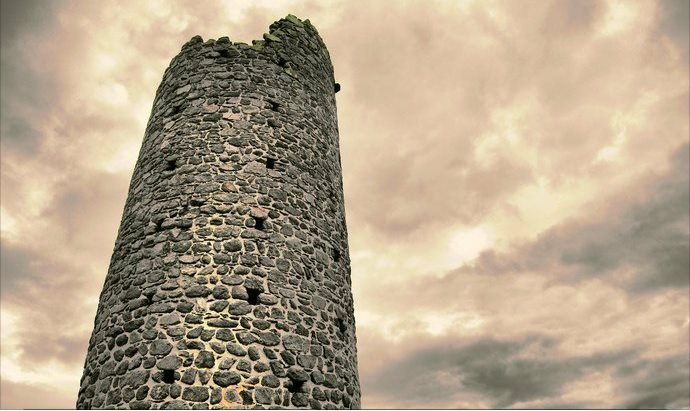
Vista de la atalaya

La atalaya de Segurilla está situada en el punto más alto de un cerro a 623 metros de altitud y ofrece una vista panorámica de la cuenca del Tajo y del Alberche, al sur; los Montes de Toledo y Talavera de la Reina; la Sierra de Gredos, al norte; la sierra de San Vicente al este. Hacia el norte se perfilan las montañas de Gredos. Junto a ella se encuentra un vértice geodésico.
- Torre islámica de planta circular de 18 metros de altura construida con fuerte mampostería y cal, se aprecian los mechinales del andamiaje.
- La puerta de entrada está situada a varios metros de altura. Para acceder al interior era necesaria una escalera de madera o una trenzada de cuerdas.
- Una parte del muro en su parte superior se encuentra bastante deteriorado, posiblemente por el paso del tiempo y las inclemencias meteorológicas.
- Es la pieza más oriental de las que componen el sistema defensivo de Talavera de la Reina por el norte.